# Råde
Råde er en kommune i Østfold  fylke i Norge.
Den grænser i syd-vest til Oslofjorden, i vest til Rygge, i nord til Våler, i øst til Sarpsborg og i syd til Fredrikstad. Højeste punkt er Danserfjella, 129 moh.
Den var en del af  Viken fylke som blev etableret 1. januar 2020, men opløst fra 1. januar 2024.
En del af Kurefjorden naturreservat ligger i kommunen.
Komponisten Egil Hovland er født i Råde kommune.

## Byer i Råde kommune
- Karlshus
- Saltnes
- Missingmyr

## Billeder
- Karlshus
- Karlshus

- Råde Kirke
- Råde Herredshus